# Journal of Raman Spectroscopy
Journal of Raman Spectroscopy (abrégé en J. Raman Spectrosc. ou JRS) est une revue scientifique à comité de lecture. Ce mensuel publie des articles de recherches sur la spectroscopie Raman.
D'après le Journal Citation Reports, le facteur d'impact de ce journal était de 3,137 en 2010. Actuellement, le directeur de publication est Laurence A. Nafie (Syracuse University, États-Unis).